# 小行星9309
小行星9309（英語：9309 Platanus）是一颗围绕太阳公转的小行星。1987年9月20日，艾瑞克·怀特·埃尔斯特在斯莫梁发现了此天体。
这颗小行星的绝对星等为288.6768035787986等。